# Afrocanthium lactescens
Afrocanthium lactescens là một loài thực vật có hoa trong họ Thiến thảo. Loài này được (Hiern) Lantz mô tả khoa học đầu tiên năm 2004.